# مينورو شيبويا
مينورو شيبويا (باليابانية: 渋谷実؛ بالكانا: しぶや みのる) هو كاتب سيناريو ومخرج ياباني، ولد في 1 فبراير 1907 في طوكيو في اليابان، وتوفي في 20 ديسمبر 1980.

## وصلات خارجية
- مينورو شيبويا على موقع IMDb (الإنجليزية)
- مينورو شيبويا على موقع ألو سيني (الفرنسية)
- مينورو شيبويا على موقع أول موفي (الإنجليزية)
- مينورو شيبويا على موقع قاعدة بيانات الفيلم (الإنجليزية)
- مينورو شيبويا على موقع كينوبويسك (الروسية)